# Culver (Indiana)
Culver – miasto w Stanach Zjednoczonych, w stanie Indiana, w hrabstwie Marshall.